# Chymomyza bambara
Chymomyza bambara är en tvåvingeart som beskrevs av Burla 1954. Chymomyza bambara ingår i släktet Chymomyza och familjen daggflugor.
Artens utbredningsområde är Elfenbenskusten. Inga underarter finns listade i Catalogue of Life.